# くじアンラジオ〜藍と亜美の立橋院学園生徒会〜
『くじアンラジオ〜藍と亜美の立橋院学園生徒会〜』（くじアンラジオ あいとあみのりっきょういんがくえんせいとかい）は、2006年秋からアニメ作品「くじびきアンバランス」が放映されるのに伴い、同年7月6日 - 12月28日（全24回）に配信された。第2回までが隔週。第3回から毎週木曜にランティスウェブラジオ配信されているインターネットラジオ。
どのコーナーを誰が実施するかをくじを引いて決める、という特徴がある。このため、運の悪かった出演者は、発言することすらできないとされる。また、本来はフリートークもくじ引きをして行われるものである。そのため、フリートーク宛のメールを読む「くじアン裏らじお〜藍と亜美の立橋院学園体育館裏〜」が、第10回・第20回の後に収録・配信された。

## パーソナリティ
ラジオ内での話によると、パーソナリティもくじびきによって決められた、とされている。
- 野中藍（秋山時乃役）
- 小清水亜美（律子・キューベル・ケッテンクラート役）

## コーナー
フリートーク
ふつおたなど
くじびきレシピ
くじびきで決めた食材をミキサーにかけ、実際に食した上で名前をつける。
スピーチアンバランス
早口言葉
千尋くんを探せ!
- 不幸話

隣のハンビーさん～～!!
- 節約話

購買部からのお知らせ～～!!
宣伝担当の人物などを招き、告知・宣伝をさせる
音楽部コンサート～～!!
くじびきアンバランス関連の曲を聴く

## ゲスト
- 瀧本富士子(#12,23,24)
- アツミサオリ(#14)
- 倉田雅世(#16)